# إيرا (اليابان)
إيرا  هي مدن اليابان، تتبع كاغوشيما، بلغ عدد سكانها 75,888  نسمة في 2017، تبلغ مساحتها 231.25 كيلومتر مربع.

## الموقع
تشترك في الحدود مع:
- كاغوشيما، كاغوشيما
- ساتسوما  [لغات أخرى]‏
- ساتسوماسينداي، كاغوشيما
- كيريشيما، كاغوشيما.

## أعلام
- كوسوكه يوشي